# Opsiphanes bogotanus
Opsiphanes bogotanus är en fjärilsart som beskrevs av William Lucas Distant 1875. Opsiphanes bogotanus ingår i släktet Opsiphanes och familjen praktfjärilar. Inga underarter finns listade i Catalogue of Life.